# Temporada do Avaí Futebol Clube de 2014
O Avaí Futebol Clube em 2014 participou de três competições: Campeonato Catarinense, Campeonato Brasileiro da Série B e Copa do Brasil.
No Campeonato Catarinense o Avaí não classificou-se ao quadrangular final e teve que disputar o hexagonal para decisão de quem seria rebaixado à Série B de 2015. Terminou a competição no sexto lugar geral. Pela Copa do Brasil o Avaí foi desclassificado pelo Palmeiras na terceira fase, após perder por 2 a 0 na Ressacada e de 1 a 0 no Estádio do Pacaembu.
No Campeonato Brasileiro o Avaí alcançou o seu maior objetivo se classificando à Série A de 2015. O time foi para a última rodada precisando vencer o Vasco da Gama e torcer por uma derrota do Boa Esporte e a "não vitória" do Atlético Goianiense. E foi o que aconteceu, o Icasa venceu o Boa por 3 a 2, o Santa Cruz venceu o Atlético pelo mesmo placar e o Avaí venceu o Vasco na Ressacada com um gol do ídolo Marquinhos, conquistado assim o tão sonhado acesso.
O Avaí fez a sua parte! Não adianta chorar, secar! Esse é o Leão.— Salles Jr. - Rádio CBN

## Fatos marcantes

### Acontecimentos
- 3 de janeiro - O grupo avaiano se reapresenta para a temporada 2014 sob o comando do técnico Emerson Nunes.[8] Também no mesmo dia é anunciada a nova parceria do clube no fornecimento de material esportivo. Após quatro anos e meio de parceria, o contrato da Fanatic chegou ao fim e o Avaí fechou com a italiana Fila.[9][10]

- 23 de janeiro - O Avaí apresenta o seu novo uniforme e o grupo de jogadores à torcida. A festa aconteceu na Ressacada e contou com a presença de 2 589 torcedores nas arquibancadas.[11][12]

- 26 de janeiro - O time do Avaí estreia no Catarinense contra o Atlético de Ibirama, o resultado final do jogo foi 1 - 2.[13]

- 14 de fevereiro - O treinador Emerson Nunes é demitido do cargo e, no mesmo dia, Paulo Turra é anunciado como novo comandante.[14]

- 14 de fevereiro - O treinador interino Raul Cabral assume o time no clássico de Florianópolis e vencendo o seu maior rival na casa do adversário.[15][16]

- 7 de março - após três jogos e três derrotas, Paulo Turra foi demitido pelo Avaí.[17] No mesmo dia, Luiz Roberto Magalhães o Pingo, então comandante do Brusque, assume o Avaí.[18]

- 19 de abril - O time do Avaí estreia na Série B do Campeonato Brasileiro contra o América de Natal, o resultado final do jogo foi 1 - 3.[19]

- 10 de maio - Sampaio Corrêa e Avaí se enfrentariam pela 4ª rodada da Série B mas, devido as fortes chuvas que caiam na cidade de São Luís, o jogo foi suspenso.[20] Dias depois a CBF anunciou a remarcação da partida para o dia 7 de junho às 16:20 horas.[21]

- 24 de maio - O treinador Pingo é demitido do clube um dia após a derrota para o Boa Esporte, pela sétima rodada da série B.[22]

- 27 de maio - Na vitória fora de casa contra o Náutico por 1 a 0, Cléber Santana completou 100 jogos defendendo o Avaí, somando-se também os jogos de sua primeira passagem pelo clube em 2012.[23][24]

- 5 de junho - O Avaí confirma a contratação do seu novo treinador Geninho, que assumiria o time no dia 16 de junho.[25]

- 14 de junho - O Avaí FC publica nota de pesar devido ao falecimento do ex-atleta do clube Alex Chandre de Oliveira, o Tico.[26]

- 23 de julho - Roberto completa 100 jogos pelo Avaí, foi no jogo contra o Palmeiras pela Copa do Brasil.[27][28]

## Elencos

### Profissional
Legenda
- : capitão do time
- : Prata da casa

#### Transferências
Legenda
- : Jogadores que voltam de empréstimo
- : Jogadores emprestados

| Entradas |                |                     |        |
|          | Jogador        | Clube anterior      | Ref.   |
|          | Duda           | Juniores            | [ 29 ] |
|          | Marcão         | Juniores            | [ 29 ] |
|          | Philipe Maia   | Juniores            | [ 29 ] |
|          | Luiz Matheus   | Juniores            | [ 30 ] |
|          | Braga          | Juniores            | [ 29 ] |
|          | Zangão         | Juniores            | [ 29 ] |
|          | Jean           | Juniores            | [ 30 ] |
|          | Anderson Lopes | Juniores            | [ 30 ] |
|          | Aleks          | CRAC                | [ 31 ] |
|          | Bocão          | Brasiliense         | [ 32 ] |
|          | Eduardo Neto   | SC Tavriya          | [ 33 ] |
|          | Rafinha        | Joinville           | [ 34 ] |
|          | Júlio César    | Guaratinguetá       | [ 35 ] |
|          | Revson         | CSKA Sófia          | [ 36 ] |
|          | Felipe Alves   | Matsumoto Yamaga    | [ 37 ] |
|          | Héber          | Figueirense         | [ 38 ] |
|          | Pará           | Joinville           | [ 39 ] |
|          | Tinga          | Palmeiras           | [ 40 ] |
|          | Roberto        | F.C. Tokyo          | [ 40 ] |
|          | Paulo Sérgio   | Operário-PR         | [ 40 ] |
|          | Antonio Carlos | Corinthians         | [ 41 ] |
|          | Paulo Turra    | Sem clube           | [ 42 ] |
|          | Eltinho        | Coritiba            | [ 43 ] |
|          | Pingo          | Brusque             | [ 44 ] |
|          | Wilker         | Juniores            |        |
|          | Vagner         | Ituano              | [ 45 ] |
|          | Néris          | Brusque             | [ 46 ] |
|          | Abuda          | Goiás               | [ 47 ] |
|          | Jean Silva     | São José-RS         | [ 46 ] |
|          | Anderson Lopes | Marcílio Dias       |        |
|          | Willen         | Vasco da Gama       | [ 48 ] |
|          | Diego Felipe   | Bahia               | [ 49 ] |
|          | Thiago Carleto | Ponte Preta         | [ 50 ] |
|          | Diego Viana    | Portuguesa          | [ 51 ] |
|          | João Filipe    | São Paulo           | [ 52 ] |
|          | Cássio         | Comercial           | [ 53 ] |
|          | Bruno Mendes   | Atlético Paranaense | [ 54 ] |
|          | Rômulo         | Juniores            | [ 29 ] |
|          | Iury           | Juniores            | [ 29 ] |

| Saídas |                    |                   |                     |
|        | Jogador            | Clube de destino  | Ref.                |
|        | Márcio Diogo       | São Bernardo      | [ 55 ]              |
|        | Heracles           | Atlético-PR       | [ 56 ]              |
|        | Alê                | Guaratinguetá     | [ 57 ]              |
|        | Vinícius Bovi      | XV de Piracicaba  | [ 58 ]              |
|        | Aélson             | XV de Piracicaba  | [ 57 ]              |
|        | Tiago              | Ceará             | [ 59 ]              |
|        | Leandro Silva      | Paysandu          | [ 60 ]              |
|        | Alex Lima          | Atlético-GO       | [ 59 ]              |
|        | Rodrigo Thiesen    | São Caetano       | [ 59 ]              |
|        | Anderson Uchoa     | Criciúma          | [ 61 ]              |
|        | Ricardinho         | Paraná            | [ 62 ]              |
|        | Anderson           | Corinthians       | [carece de fontes?] |
|        | Higor              | Fluminense        | [ 63 ]              |
|        | Roberson           | Grêmio            | [ 59 ]              |
|        | Reis               | Oeste             | [ 59 ]              |
|        | Hemerson Maria     | Joinville         | [ 64 ]              |
|        | Jefferson Maranhão | Atlético Sorocaba | [ 65 ]              |
|        | Alex Reinaldo      | Atlético Sorocaba | [ 66 ]              |
|        | Danilo Alves       | Atlético Sorocaba | [ 67 ]              |
|        | Otávio             | Marcílio Dias     | [ 68 ]              |
|        | Tauã               | Marcílio Dias     | [ 69 ]              |
|        | Anderson Lopes     | Marcílio Dias     | [ 70 ]              |
|        | Juliano            | Joinville         | [ 71 ]              |
|        | Beto               | ABC               | [ 72 ]              |
|        | Gustavo            | Operário-PR       | [ 73 ]              |
|        | Luciano            | Corinthians       | [ 74 ]              |
|        | Elivélton          | Guarani           |                     |
|        | Felipe Alves       | Luverdense        |                     |
|        | Paulo Turra        | Dispensado        |                     |
|        | Betinho            | Santa Cruz        |                     |
|        | Pará               | Bragantino        | [ 75 ]              |
|        | Luiz Matheus       | Santo André       |                     |
|        | Duda               | Juniores          |                     |
|        | Braga              | Juniores          |                     |
|        | Zangão             | Juniores          |                     |
|        | Tauã               | Guarani-SC        |                     |
|        | Jean               | Camboriú-SC       |                     |
|        | Tinga              | Júbilo Iwata      | [ 76 ]              |
|        | Egon               | Vila Nova         | [ 77 ]              |
|        | Rafinha            | Vila Nova         | [ 78 ]              |
|        | Cléber Santana     | Criciúma          | [ 79 ]              |
|        | Paulo Sérgio       | Indefinido        | [ 80 ]              |

## Treinadores

### Emerson Nunes
Emerson Nunes atuou como zagueiro no Avaí de 2010 a 2011, quando encerrou sua carreira como atleta profissional. Após o anúncio do término da carreira de jogador, foi anunciado que Emerson imediatamente iniciaria como auxiliar técnico do Avaí ao lado do então treinador Mauro Ovelha. Mas Mauro não teve vida longa a frente do time e, após alguns jogos, foi dispensado pelo clube. Mas Emerson continuou como auxiliar, desta vez, ao lado de Hemerson Maria, que até então era treinador das categorias de base do Avaí. Os dois seguiram até o final do campeonato vencendo o maior rival Figueirense nos dois jogos da final, sagrando-se Campeão Catarinense.
Para o ano de 2014, Emerson Nunes iniciou a sua trajetória como treinador. No dia 18 de dezembro de 2013, o Avaí o anuncia como o técnico principal da equipe para a temporada. Mas sua permanência a frente do time durou pouco, após pouco mais de um mês e com um saldo de quatro derrotas em seis jogos, Emerson foi demitido. O último jogo foi a derrota para o Brusque por 2 a 0 na Ressacada, na antecipação da 7ª rodada, após a derrota o Avaí perdeu todas as chances de ser campeão do título catarinense em 2014.
Estatísticas
| Temp. | Competição             | Jogos | Vitórias | Empates | Derrotas | Aprov. |
| ----- | ---------------------- | ----- | -------- | ------- | -------- | ------ |
| 2014  | Campeonato Catarinense | 6     | 1        | 1       | 4        | 22,2%  |
| 2014  | Total da temporada     | 6     | 1        | 1       | 4        | 22,2%  |

### Paulo Turra
No dia 14 de fevereiro de 2014, Turra assumiu o último clube que defendeu como jogador profissional em sua carreira, o Avaí. Assumiu o time após a demissão de Emerson Nunes do cargo, também ex-zagueiro do Avaí. Em seu primeiro discurso como técnico do Avaí, Paulo disse que "essa é a maior chance" de sua carreira como treinador.
Após ser chamado de "amarelão" pela torcida do Avaí por não assumir o clube no clássico contra o Figueirense (arquirrival do Avaí), do dia 16 de fevereiro de 2014 no Estádio Orlando Scarpelli no qual o Avaí ganhou por 2 a 1. Turra assumiu o time no crucial jogo contra a Chapecoense no dia 23 de fevereiro de 2014. O jogo ia decidir a permanência ou não dos dois clubes pela disputa da classificação para o quadrangular final do Campeonato Catarinense. O Avaí perdeu o jogo de virada (por 2 a 1) em casa para a Chapecoense e deu adeus ao sonho da classificação no quadrangular e também ao sonho do 17º título catarinense. Turra que já estava pressionado por não ter assumido o time no clássico, ficou ainda mais pressionado com a eliminação. Após o jogo falou em reforços para o plantel avaiano, para a disputa do hexagonal de rebaixamento do mesmo campeonato e para a Série B de 2014. No dia 7 de março, após três jogos e três derrotas, Paulo foi demitido pelo Avaí.
Estatísticas
| Temp. | Competição             | Jogos | Vitórias | Empates | Derrotas | Aprov. |
| ----- | ---------------------- | ----- | -------- | ------- | -------- | ------ |
| 2014  | Campeonato Catarinense | 3     | 0        | 0       | 3        | 0,0%   |
| 2014  | Total da temporada     | 3     | 0        | 0       | 3        | 0,0%   |

### Pingo
No mesmo dia do anúncio da demissão do antigo treinador, Luiz Roberto Magalhães o Pingo, então comandante do Brusque, assume o Avaí. Pingo comandou o time pela primeira vez na derrota para o Marcílio Dias por 3 a 1, no Estádio Doutor Hercílio Luz. Após isso o time começou uma acensão considerável, quando emendou seis vitórias e um empate. Uma dessas vitórias foi pela estreia pela Copa do Brasil, com vitória do Avaí por 4 a 1 fora de casa, excluindo a necessidade do jogo de volta.
No Campeonato Brasileiro da Série B as coisas não ocorreram de forma satisfatória. Após uma sequência de seis jogos, obtendo 55% de aproveitamento, Pingo foi demitido depois de uma derrota para o Boa Esporte por 2 a 0 fora de casa pelas sétima rodada.
Estatísticas
| Temp. | Competição             | Jogos | Vitórias | Empates | Derrotas | Aprov. |
| ----- | ---------------------- | ----- | -------- | ------- | -------- | ------ |
| 2014  | Campeonato Catarinense | 9     | 5        | 2       | 2        | 63,0%  |
| 2014  | Copa do Brasil         | 3     | 2        | 0       | 1        | 66,7%  |
| 2014  | Campeonato Brasileiro  | 6     | 2        | 1       | 3        | 38,9%  |
| 2014  | Total da temporada     | 18    | 9        | 3       | 6        | 55,6%  |

### Geninho
No dia 5 de junho o Avaí anunciou a contratação do seu novo treinador. Geninho assumiria o time na paralisação da Série B para a Copa do Mundo, mais precisamente no dia 16 de junho. Sua estreia pelo time foi em um amistoso disputado durante a parada das competições oficiais devido a Copa do Mundo, o Avaí empatou em 1 a 1 com o Guarani de Palhoça no estádio Renato Silveira, em Palhoça. No campeonato Brasileiro da Série B Geninho estreou no dia 15 de julho, quando venceu o Atlético Goianiense por 2 a 1 na Ressacada. A primeira derrota aconteceu no dia 23 de julho, quando o Avaí perdeu para o Palmeiras por 2 a 0 na Ressacada, pela 3ª fase da Copa do Brasil.
Geninho desfalcou o Avaí na 27ª rodada do Brasileiro da Série B. O treinador já havia avisado a diretoria Azzura na assinatura do contrato que essa data não poderia estar junto ao time, pois haveria a cerimônia de casamento do seu filho caçula. Coincidência ou não, o time saiu derrotado por 2 a 0 para o Náutico, em plena Ressacada, encerrando a série invicta de 12 jogos do time na competição. Na ocasião a equipe foi comandada pelo auxiliar Ricardo Henry.
Estatísticas
| Temp. | Competição            | Jogos | Vitórias | Empates | Derrotas | Aprov. |
| ----- | --------------------- | ----- | -------- | ------- | -------- | ------ |
| 2014  | Copa do Brasil        | 2     | 0        | 0       | 2        | 0,0%   |
| 2014  | Campeonato Brasileiro | 28    | 14       | 6       | 8        | 57,1%  |
| 2014  | Amistoso              | 1     | 0        | 1       | 0        | 33,3%  |
| 2014  | Total da temporada    | 31    | 14       | 7       | 10       | 52,7%  |

### Interinos
Raul Cabral
No Clássico de Florianópolis disputado no dia 16 de fevereiro em que o Avaí saiu vitorioso por 2 a 1, no Estádio Orlando Scarpelli, o time foi comandado pelo treinador interino Raul Cabral. Raul era auxiliar técnico do então treinador recém demitido Emerson Nunes, e comandou o time neste jogo pois, o então recém contratado Paulo Turra, assumiria somente na próxima rodada.
No dia 27 de maio mais uma oportunidade. Após a demissão do então treinador Pingo, Raul comandou o time na vitória fora de casa sobre o Náutico por 1 a 0, em jogo válido pela oitava rodada da Série B. Desta forma Raul manteve 100% de aproveitamento enquanto foi aproveitado como treinador interino do time. Sua primeira derrota aconteceu no dia 30 de maio de 2014, quando o Avaí perdeu por 1 a 0 para o ABC na Ressacada.

## Uniformes

### Jogadores
- 1º - Camisa com listras verticais em azul e branco, calções e meias brancas;
- 2º - Camisa branca, calções e meias azuis;
- 3º - Camisa azul, calções e meias azuis.

| 1º Uniforme | 2º Uniforme |  |

### Goleiros
- Camisa grená, calções e meias grenás;
- Camisa amarela, calções e meias amerelas.

| Cores do Time · Cores do Time · Cores do Time · Cores do Time · Cores do Time | Cores do Time · Cores do Time · Cores do Time · Cores do Time · Cores do Time |  |

## Competições

### Campeonato Catarinense

#### Primeira fase
Classificação
| Pos | Equipes             | Pts | J | V | E | D | GP | GC | SG  | %     | Classificação ou Rebaixamento                  |
| --- | ------------------- | --- | - | - | - | - | -- | -- | --- | ----- | ---------------------------------------------- |
| 1   | Metropolitano       | 18  | 9 | 6 | 0 | 3 | 17 | 12 | +5  | 66,6% | Classificação para o Quadrangular              |
| 2   | Criciúma            | 16  | 9 | 4 | 4 | 1 | 10 | 7  | +3  | 59,2% | Classificação para o Quadrangular              |
| 3   | Joinville           | 15  | 9 | 4 | 3 | 2 | 14 | 8  | +6  | 55,5% | Classificação para o Quadrangular              |
| 4   | Figueirense         | 15  | 9 | 4 | 3 | 2 | 12 | 7  | +5  | 55,5% | Classificação para o Quadrangular              |
| 5   | Chapecoense         | 15  | 9 | 4 | 3 | 2 | 12 | 10 | +2  | 55,5% | Classificação para o Hexagonal do Rebaixamento |
| 6   | Brusque             | 14  | 9 | 4 | 2 | 3 | 13 | 7  | +6  | 51,8% | Classificação para o Hexagonal do Rebaixamento |
| 7   | Marcílio Dias       | 10  | 9 | 2 | 4 | 3 | 11 | 13 | -2  | 37,0% | Classificação para o Hexagonal do Rebaixamento |
| 8   | Avaí                | 7   | 9 | 2 | 1 | 6 | 11 | 14 | -3  | 25,9% | Classificação para o Hexagonal do Rebaixamento |
| 9   | Juventus de Jaraguá | 7   | 9 | 2 | 1 | 6 | 10 | 21 | -11 | 25,9% | Classificação para o Hexagonal do Rebaixamento |
| 10  | Atlético de Ibirama | 7   | 9 | 2 | 1 | 6 | 9  | 20 | -11 | 25,9% | Classificação para o Hexagonal do Rebaixamento |

Jogos
Legenda:      Vitórias —      Empates —      Derrotas
| 26 de janeiro 1ª rodada | Atlético de Ibirama | 2 – 1  | Avaí               | Ibirama                                                          |  |
| 17:00                   | Brasão 6', 70'      | Súmula | 75' Cléber Santana | Estádio: Baixada Público: 1 360 Árbitro: SC Edson da Silva (FCF) |  |

| 29 de janeiro 2ª rodada | Avaí                                                | 4 – 0  | Juventus de Jaraguá | Florianópolis                                                                 |  |
| 19:30                   | Luciano 36', 40' · Cléber Santana 59' · Betinho 70' | Súmula |                     | Estádio: Ressacada Público: 2 936 Árbitro: SC Rodrigo D'Alonso Ferreira (CBF) |  |

| 1 de fevereiro 3ª rodada | Marcílio Dias                         | 3 – 2  | Avaí             | Itajaí                                                                          |  |
| 19:30                    | Fabiano Silva 67' · Schwenck 69', 85' | Súmula | 22', 38' Betinho | Estádio: Hercílio Luz Público: 2 593 Árbitro: SC Bráulio da Silva Machado (CBF) |  |

| 5 de fevereiro 4ª rodada | Avaí | 0 – 2  | Joinville                   | Florianópolis                                                               |  |
| 19:30                    |      | Súmula | 62' Alex · 82' Edigar Junio | Estádio: Ressacada Público: 3 238 Árbitro: SC Leandro Messina Perrone (FCF) |  |

| 9 de fevereiro 5ª rodada | Avaí | 0 – 0  | Criciúma | Florianópolis                                                    |  |
| 17:00                    |      | Súmula |          | Estádio: Ressacada Público: 2 101 Árbitro: SC Célio Amorim (CBF) |  |

| 16 de fevereiro 6ª rodada | Figueirense        | 1 – 2  | Avaí                                  | Florianópolis                                                                                |  |
| 18:30                     | Everton Santos 49' | Súmula | 12' Antonio Carlos · 86' Paulo Sérgio | Estádio: Orlando Scarpelli Público: 11 011 Árbitro: SC Paulo Henrique de Godoy Bezerra (CBF) |  |

| 13 de fevereiro 7ª rodada | Avaí | 0 – 2  | Brusque                     | Florianópolis                                                                   |  |
| 19:30                     |      | Súmula | 32' Ricardo Lobo · 62' Kiko | Estádio: Ressacada Público: 2 042 Árbitro: SC Edmundo Alves do Nascimento (CBF) |  |

| 23 de fevereiro 8ª rodada | Avaí             | 1 – 2  | Chapecoense    | Florianópolis                                                                |  |
| 18:30                     | Paulo Sérgio 31' | Súmula | 62', 68' Régis | Estádio: Ressacada Público: 2 857 Árbitro: SC Bráulio da Silva Machado (CBF) |  |

| 26 de fevereiro 9ª rodada | Metropolitano            | 2 – 1  | Avaí     | Blumenau                                                                                          |  |
| 19:30                     | Maurinho 62' · Élton 75' | Súmula | 3' Tinga | Estádio: Complexo Esportivo Bernardo Werner Público: 1 192 Árbitro: SC Vanderlei José Ebert (FCF) |  |

#### Segunda fase
Classificação
| Pos | Equipes             | Pts | J  | V | E | D | GP | GC | SG  | %     | Classificação ou Rebaixamento        |
| --- | ------------------- | --- | -- | - | - | - | -- | -- | --- | ----- | ------------------------------------ |
| 1   | Chapecoense         | 20  | 10 | 6 | 2 | 2 | 15 | 7  | 8   | 66,7% | Classificação para a Série D de 2014 |
| 2   | Avaí                | 17  | 10 | 5 | 2 | 3 | 19 | 13 | 6   | 56,7% |                                      |
| 3   | Marcílio Dias       | 15  | 10 | 4 | 3 | 3 | 18 | 12 | 6   | 50,0% |                                      |
| 4   | Atlético de Ibirama | 12  | 10 | 4 | 0 | 6 | 10 | 15 | -5  | 40,0% |                                      |
| 5   | Brusque             | 12  | 10 | 3 | 3 | 4 | 10 | 14 | -4  | 40,0% | Rebaixamento para a Série B de 2015  |
| 6   | Juventus de Jaraguá | 8   | 10 | 2 | 2 | 6 | 10 | 21 | -11 | 26,7% | Rebaixamento para a Série B de 2015  |

Jogos
Legenda:      Vitórias —      Empates —      Derrotas
| 6 de março 1ª rodada | Avaí | 0 – 2  | Chapecoense   | Florianópolis                                                            |  |
| 19:30                |      | Súmula | 4', 34' Régis | Estádio: Ressacada Público: 1 686 Árbitro: SC Ronan Marcos da Rosa (CBF) |  |

| 9 de março 2ª rodada | Marcílio Dias                         | 3 – 1  | Avaí        | Itajaí                                                                      |  |
| 16:00                | Léo Franco 9' · Thoni 69' · Jones 77' | Súmula | 57' Roberto | Estádio: Hercílio Luz Público: 1 551 Árbitro: SC Evandro Tiago Bender (CBF) |  |

| 12 de março 3ª rodada | Avaí                | 3 – 0  | Juventus de Jaraguá | Florianópolis                                                            |  |
| 20:30                 | Héber 51', 65', 78' | Súmula |                     | Estádio: Ressacada Público: 1 561 Árbitro: SC Héber Roberto Lopes (FIFA) |  |

| 16 de março 4ª rodada | Brusque               | 1 – 1  | Avaí              | Brusque                                                                           |  |
| 16:00                 | Rafael Bitencourt 83' | Súmula | 58' Eduardo Costa | Estádio: Augusto Bauer Público: 1 085 Árbitro: SC Rodrigo D'Alonso Ferreira (CBF) |  |

| 19 de março 5ª rodada | Avaí                         | 2 – 0  | Atlético de Ibirama | Florianópolis                                                                |  |
| 20:30                 | Roberto 35' · Marquinhos 60' | Súmula |                     | Estádio: Ressacada Público: 1 978 Árbitro: SC Bráulio da Silva Machado (CBF) |  |

| 23 de março 6ª rodada | Atlético de Ibirama | 0 – 4  | Avaí                                                   | Ibirama                                                        |  |
| 16:00                 |                     | Súmula | 10', 80' Roberto · 40' Cléber Santana · 87' Marquinhos | Estádio: Baixada Público: 349 Árbitro: SC Edson da Silva (FCF) |  |

| 26 de março 7ª rodada | Avaí                                                    | 3 – 1  | Brusque              | Florianópolis                                                            |  |
| 20:30                 | Marquinhos 12' · Cléber Santana 27' · Eduardo Costa 68' | Súmula | 9' Rafael Bitencourt | Estádio: Ressacada Público: 2 727 Árbitro: SC Evandro Tiago Bender (CBF) |  |

| 30 de março 8ª rodada | Juventus de Jaraguá | 0 – 2  | Avaí                             | Jaraguá do Sul                                                                |  |
| 16:00                 |                     | Súmula | 55' Cléber Santana · 84' Roberto | Estádio: João Marcatto Público: 376 Árbitro: SC Leandro Messina Perrone (FCF) |  |

| 5 de abril 9ª rodada | Avaí                           | 2 – 2  | Marcílio Dias    | Florianópolis                                                             |  |
| 16:00                | Eduardo Costa 56' · Wilker 65' | Súmula | 8', 22' Schwenck | Estádio: Ressacada Público: 2 551 Árbitro: SC Ronan Marques da Rosa (CBF) |  |

| 12 de abril 10ª rodada | Chapecoense                                          | 4 – 1  | Avaí      | Chapecó                                                                       |  |
| 16:00                  | Bérgson 23' · Régis 28' · Rafael Lima 70' · Roni 73' | Súmula | 71' Héber | Estádio: Arena Condá Público: 6 684 Árbitro: SC Leandro Messina Perrone (FCF) |  |

### Copa do Brasil
| Fas | Time | Pts | J | V | E | D | GP | GC | SG | %     |
| --- | ---- | --- | - | - | - | - | -- | -- | -- | ----- |
| 3ª  | Avaí | 6   | 5 | 2 | 0 | 3 | 8  | 8  | 0  | 40,0% |

Jogos
Legenda:      Vitórias —      Empates —      Derrotas
| 2 de abril 1ª fase - ida | Naviraiense | 1 – 4  | Avaí                                                              | Naviraí                                                                |  |
| 21:50                    | Elsinho 83' | Súmula | 2' Cléber Santana · 28' Marquinhos · 75' Diego Jardel · 90' Héber | Estádio: Virotão Público: 697 Árbitro: MT Alinor Silva da Paixão (CBF) |  |

| 7 de maio 2ª fase - ida | ASA                            | 3 – 2          | Avaí                        | Arapiraca                                                                             |  |
| 19:30                   | Didira 7', 90' · Wanderson 23' | Súmula Borderô | 8' Roberto · 36' Marquinhos | Estádio: Coaracy Fonseca Público: 4 162 Árbitro: BA Arilson Bispo da Anunciação (CBF) |  |

| 13 de maio 2ª fase - volta | Avaí                    | 2 – 1          | ASA           | Florianópolis                                                              |  |
| 20:30                      | Anderson Lopes 79', 85' | Súmula Borderô | 64' Wanderson | Estádio: Ressacada Público: 3 628 Árbitro: RJ Wagner dos Santos Rosa (CBF) |  |

| 23 de julho 3ª fase - ida | Avaí | 0 – 2          | Palmeiras               | Florianópolis                                                          |  |
| 19:30                     |      | Súmula Borderô | 62', 70' Felipe Menezes | Estádio: Ressacada Público: 8 202 Árbitro: MT Wagner Reway (asp. FIFA) |  |

| 6 de agosto 3ª fase - volta | Palmeiras        | 1 – 0          | Avaí | São Paulo                                                                           |  |
| 19:30                       | Pablo Mouche 75' | Súmula Borderô |      | Estádio: Pacaembu Público: 6 576 Árbitro: MS Paulo Henrique Schleich Vollkopf (CBF) |  |

### Campeonato Brasileiro
|  | v d e |

| Pos | Equipes             | Pts | J  | V  | E  | D  | GP | GC | SG  | %  | M       | Classificação ou rebaixamento |
| --- | ------------------- | --- | -- | -- | -- | -- | -- | -- | --- | -- | ------- | ----------------------------- |
| 1   | Joinville           | 70  | 38 | 21 | 7  | 10 | 54 | 33 | +21 | 61 | Estável | Promovidos à Série A de 2015  |
| 2   | Ponte Preta         | 69  | 38 | 19 | 12 | 7  | 61 | 38 | +23 | 60 | Estável | Promovidos à Série A de 2015  |
| 3   | Vasco da Gama       | 63  | 38 | 16 | 15 | 7  | 50 | 36 | +14 | 55 | Estável | Promovidos à Série A de 2015  |
| 4   | Avaí                | 62  | 38 | 18 | 8  | 12 | 47 | 40 | +7  | 54 | 2       | Promovidos à Série A de 2015  |
| 5   | América Mineiro     | 611 | 38 | 20 | 7  | 11 | 59 | 39 | +20 | 59 | 2       |                               |
| 6   | Boa Esporte         | 59  | 38 | 18 | 5  | 15 | 51 | 48 | +3  | 52 | 2       |                               |
| 7   | Atlético Goianiense | 59  | 38 | 17 | 8  | 13 | 54 | 49 | +5  | 52 | 2       |                               |
| 8   | Ceará               | 57  | 38 | 16 | 9  | 13 | 58 | 53 | +5  | 50 | Estável |                               |
| 9   | Santa Cruz          | 55  | 38 | 14 | 13 | 11 | 51 | 38 | +13 | 48 | 1       |                               |
| 10  | Sampaio Corrêa      | 53  | 38 | 13 | 14 | 11 | 54 | 46 | +8  | 46 | 1       |                               |
| 11  | Paraná              | 51  | 38 | 13 | 12 | 13 | 45 | 43 | +2  | 45 | 2       |                               |
| 12  | Luverdense          | 50  | 38 | 15 | 5  | 18 | 40 | 46 | –6  | 44 | 2       |                               |
| 13  | Náutico             | 50  | 38 | 14 | 8  | 16 | 40 | 47 | –7  | 44 | 2       |                               |
| 14  | ABC                 | 48  | 38 | 14 | 6  | 18 | 34 | 40 | –6  | 42 | 2       |                               |
| 15  | Oeste               | 48  | 38 | 12 | 12 | 14 | 39 | 48 | –9  | 42 | Estável |                               |
| 16  | Bragantino          | 46  | 38 | 13 | 7  | 18 | 45 | 55 | –10 | 40 | 1       |                               |
| 17  | América de Natal    | 43  | 38 | 12 | 7  | 19 | 44 | 53 | –9  | 38 | 1       | Rebaixados à Série C de 2015  |
| 18  | Icasa               | 43  | 38 | 11 | 10 | 17 | 34 | 43 | –9  | 38 | Estável | Rebaixados à Série C de 2015  |
| 19  | Vila Nova           | 32  | 38 | 10 | 2  | 26 | 35 | 70 | –35 | 28 | Estável | Rebaixados à Série C de 2015  |
| 20  | Portuguesa          | 25  | 38 | 4  | 13 | 21 | 29 | 59 | –30 | 22 | Estável | Rebaixados à Série C de 2015  |

1O América Mineiro foi punido pelo STJD com a perda de 6 pontos por escalação de jogador irregular.
Jogos
Legenda:      Vitórias —      Empates —      Derrotas
| 19 de abril 1ª rodada | América de Natal                  | 3 – 1          | Avaí        | Natal                                                                              |  |
| 21:00                 | Rodrigo Pimpão 23' · Max 44', 76' | Súmula Borderô | 39' Roberto | Estádio: Arena das Dunas Público: 3 135 Árbitro: GO Elmo Alves Resende Cunha (CBF) |  |

| 22 de abril 2ª rodada | Avaí               | 1 – 2          | Bragantino                         | Florianópolis                                                               |  |
| 21:50                 | Antonio Carlos 24' | Súmula Borderô | 38' Fabiano · 84' Guilherme Mattis | Estádio: Ressacada Público: 2 181 Árbitro: PR Edivaldo Elias da Silva (CBF) |  |

| 3 de maio 3ª rodada | Vila Nova | 0 – 1          | Avaí      | Goiânia                                                                                        |  |
| 21:00               |           | Súmula Borderô | 56' Pablo | Estádio: Serra Dourada Público: 3 015 Árbitro: PA Dewson Fernando Freitas da Silva (asp. FIFA) |  |

| 7 de junho 4ª rodada | Sampaio Corrêa   | 1 – 1          | Avaí        | São Luís                                                                       |  |
| 16:20[a]             | Paulo Sérgio 16' | Súmula Borderô | 67' Roberto | Estádio: Castelão Público: 20 383 Árbitro: AC Antônio Neuricláudio Costa (CBF) |  |

| 17 de maio 5ª rodada | Avaí             | 1 – 1          | Ceará    | Florianópolis                                                       |  |
| 16:20                | Diego Jardel 47' | Súmula Borderô | 79' Bill | Estádio: Ressacada Público: 3 692 Árbitro: SP Vinicius Furlan (CBF) |  |

| 20 de maio 6ª rodada | Avaí                  | 2 – 1          | Paraná       | Florianópolis                                                        |  |
| 19:30                | Paulo Sérgio 78', 90' | Súmula Borderô | 63' Henrique | Estádio: Ressacada Público: 2 582 Árbitro: ES Pablo dos Santos Alves |  |

| 23 de maio 7ª rodada | Boa Esporte                            | 2 – 0          | Avaí | Varginha                                                              |  |
| 19:30                | Diego Oliveira 52' · Michel Guedes 87' | Súmula Borderô |      | Estádio: Melão Público: 248 Árbitro: PB Renan Roberto de Souza (FIFA) |  |

| 27 de maio 8ª rodada | Náutico | 0 – 1          | Avaí             | Recife                                                                            |  |
| 21:50                |         | Súmula Borderô | Paulo Sérgio 30' | Estádio: Dos Aflitos Público: 9 030 Árbitro: MA Paulo Sérgio Santos Moreira (CBF) |  |

| 30 de maio 9ª rodada | Avaí | 0 – 1          | ABC              | Florianópolis                                                             |  |
| 19:30                |      | Súmula Borderô | 64' Lúcio Flávio | Estádio: Ressacada Público: 2 795 Árbitro: MS Marcos Mateus Pereira (CBF) |  |

| 3 de junho 10ª rodada | Icasa | 0 – 2          | Avaí                            | Juazeiro do Norte                                                          |  |
| 21:50                 |       | Súmula Borderô | 49' Eltinho · 56' Eduardo Costa | Estádio: Romeirão Público: 1 399 Árbitro: PA Andrey da Silva e Silva (CBF) |  |

| 15 de julho 11ª rodada | Avaí                           | 2 – 1          | Atlético Goianiense | Florianópolis                                                               |  |
| 19:30                  | Pablo 51' · Diego Felipe 90+1' | Súmula Borderô | 17' André Luís      | Estádio: Ressacada Público: 3 341 Árbitro: CE Avelar Rodrigo da Silva (CBF) |  |

| 18 de julho 12ª rodada | Avaí               | 1 – 0          | Ponte Preta | Florianópolis                                                              |  |
| 21:50                  | Thiago Carleto 57' | Súmula Borderô |             | Estádio: Ressacada Público: 3 193 Árbitro: RJ Grazianni Maciel Rocha (CBF) |  |

| 26 de julho 13ª rodada | Joinville | 0 – 1          | Avaí               | Joinville                                                                                  |  |
| 16:20                  |           | Súmula Borderô | 84' Cléber Santana | Estádio: Arena Joinville Público: 10 392 Árbitro: SC Paulo Henrique de Godoy Bezerra (CBF) |  |

| 1 de agosto 14ª rodada | Avaí             | 1 – 2          | Luverdense                  | Florianópolis                                                                        |  |
| 21:00                  | Diego Felipe 67' | Súmula Borderô | 45' Zé Roberto · 66' Misael | Estádio: Ressacada Público: 4 905 Árbitro: CE Francisco de Assis Almeida Filho (CBF) |  |

| 9 de agosto 15ª rodada | Oeste | 0 – 0          | Avaí | Itápolis                                                                  |  |
| 21:00                  |       | Súmula Borderô |      | Estádio: Dos Amaros Público: 357 Árbitro: ES Pablo dos Santos Alves (CBF) |  |

| 12 de agosto 16ª rodada | Avaí                          | 2 – 0          | América Mineiro | Florianópolis                                                                 |  |
| 21:00[b]                | Diego Felipe 26' · Willen 65' | Súmula Borderô |                 | Estádio: Ressacada Público: 1 758 Árbitro: RJ Marcelo de Lima Henrique (FIFA) |  |

| 19 de agosto 17ª rodada | Portuguesa | 1 – 3          | Avaí                                        | São Paulo                                                                  |  |
| 21:50                   | Djalma 84' | Súmula Borderô | 70' Diego Felipe · 85' Revson · 90' Roberto | Estádio: Canindé Público: 728 Árbitro: AM Edmar Campos da Encarnação (CBF) |  |

| 23 de agosto 18ª rodada | Avaí | 0 – 0          | Santa Cruz | Florianópolis                                                                |  |
| 16:10                   |      | Súmula Borderô |            | Estádio: Ressacada Público: 6 832 Árbitro: MG Ricardo Marques Ribeiro (FIFA) |  |

| 30 de agosto 19ª rodada | Vasco da Gama | 0 – 5          | Avaí                                                                        | Rio de Janeiro                                                                      |  |
| 16:10                   |               | Súmula Borderô | 37' Anderson Lopes · 41', 68' Diego Felipe · 65' Diego Jardel · 86' Roberto | Estádio: São Januário Público: 9 346 Árbitro: AL Francisco Carlos Nascimento (FIFA) |  |

| 6 de setembro 20ª rodada | Avaí | 0 – 0          | América de Natal | Florianópolis                                                                          |  |
| 16:10                    |      | Súmula Borderô |                  | Estádio: Ressacada Público: 6 604 Árbitro: AL Charles Hebert Cavalcante Ferreira (CBF) |  |

| 9 de setembro 21ª rodada | Bragantino           | 1 – 4          | Avaí                                                       | Bragança Paulista                                                         |  |
| 19:30                    | Guilherme Mattis 72' | Súmula Borderô | 23' Anderson Lopes · 26', 90+2' Diego Felipe · 43' Marrone | Estádio: Nabi Abi Chedid Público: 2 776 Árbitro: PE Nielson Nogueira Dias |  |

| 13 de setembro 22ª rodada | Avaí                              | 2 – 1          | Vila Nova  | Florianópolis                                                  |  |
| 21:00                     | Marquinhos 52' · Diego Felipe 69' | Súmula Borderô | 66' Jheimy | Estádio: Ressacada Público: 6 752 Árbitro: PE Cláudio Mercante |  |

| 16 de setembro 23ª rodada | Avaí                                     | 3 – 2          | Sampaio Corrêa      | Florianópolis                                                               |  |
| 19:30                     | Paulo Sérgio 25' · Marquinhos 58', 90+1' | Súmula Borderô | 31', 52' Pimentinha | Estádio: Ressacada Público: 6 586 Árbitro: ES Devarly Lira do Rosário (CBF) |  |

| 19 de setembro 24ª rodada | Ceará                | 2 – 2          | Avaí                             | Fortaleza                                                                 |  |
| 21:50                     | Magno Alves 23', 62' | Súmula Borderô | 26' Anderson Lopes · 36' Marrone | Estádio: Castelão Público: 10 918 Árbitro: BA Marielson Alves Silva (CBF) |  |

| 23 de setembro 25ª rodada | Paraná   | 1 – 1          | Avaí           | Curitiba                                                                       |  |
| 19:30                     | Jean 85' | Súmula Borderô | 60' Marquinhos | Estádio: Durival Britto Público: 2 926 Árbitro: ES Felipe Duarte Varejão (CBF) |  |

| 27 de setembro 26ª rodada | Avaí                             | 2 – 0          | Boa Esporte | Florianópolis                                                                       |  |
| 16:10                     | Marquinhos 20' · João Carlos 89' | Súmula Borderô |             | Estádio: Ressacada Público: 6 667 Árbitro: SP Guilherme Ceretta de Lima (asp. FIFA) |  |

| 4 de outubro 27ª rodada | Avaí | 0 – 2          | Náutico                      | Florianópolis                                                        |  |
| 16:20                   |      | Súmula Borderô | 16' Tadeu · 87' Bruno Furlan | Estádio: Ressacada Público: 8 551 Árbitro: BA Jailson Macêdo Freitas |  |

| 7 de outubro 28ª rodada | ABC                    | 2 – 1          | Avaí      | Natal                                                                       |  |
| 21:50                   | Rodrigo Silva 29', 81' | Súmula Borderô | 14' Pablo | Estádio: Frasqueirão Público: 1 628 Árbitro: BA Marielson Alves Silva (CBF) |  |

| 11 de outubro 29ª rodada | Avaí               | 1 – 0          | Icasa | Florianópolis                                                               |  |
| 21:00                    | Antonio Carlos 29' | Súmula Borderô |       | Estádio: Ressacada Público: 5 052 Árbitro: MG Cleisson Veloso Pereira (CBF) |  |

| 14 de outubro 30ª rodada | Atlético Goianiense        | 2 – 0          | Avaí | Goiânia                                                                       |  |
| 21:00                    | Thiago Primão 90+2', 90+3' | Súmula Borderô |      | Estádio: Serra Dourada Público: 849 Árbitro: PA Andrey da Silva e Silva (CBF) |  |

| 21 de outubro 31ª rodada | Ponte Preta                            | 3 – 1          | Avaí        | Campinas                                                                |  |
| 19:30                    | Cafú 15' · Renato Cajá 48' · Bryan 49' | Súmula Borderô | 45+1' Pablo | Estádio: Moisés Lucarelli Público: 10 144 Árbitro: GO André Luiz Castro |  |

| 24 de outubro 32ª rodada | Avaí | 0 – 3          | Joinville                                    | Florianópolis                                                           |  |
| 19:30                    |      | Súmula Borderô | 3' Rogério · 9' Fernando Viana · 73' Fabinho | Estádio: Ressacada Público: 8 966 Árbitro: PE Sandro Meira Ricci (FIFA) |  |

| 28 de outubro 33ª rodada | Luverdense                | 3 – 1          | Avaí              | Lucas do Rio Verde                                                             |  |
| 21:50                    | Léo 22', 34' · Gilson 25' | Súmula Borderô | 43' Eduardo Costa | Estádio: Passo das Emas Público: 926 Árbitro: GO Wilton Pereira Sampaio (FIFA) |  |

| 4 de novembro 34ª rodada | Avaí | 0 – 0          | Oeste | Florianópolis                                                              |  |
| 19:30                    |      | Súmula Borderô |       | Estádio: Ressacada Público: 3 466 Árbitro: DF Rodrigo Batista Raposo (CBF) |  |

| 14 de novembro 35ª rodada | América Mineiro                          | 3 – 0          | Avaí | Belo Horizonte                                                                    |  |
| 21:50                     | Adalberto 48' · Obina 61' · Willians 71' | Súmula Borderô |      | Estádio: Independência Público: 1 682 Árbitro: SP Flavio Rodrigues de Souza (CBF) |  |

| 18 de novembro 36ª rodada | Avaí                                | 2 – 0          | Portuguesa | Florianópolis                                                                       |  |
| 19:30                     | Marquinhos 80' · Anderson Lopes 88' | Súmula Borderô |            | Estádio: Ressacada Público: 3 233 Árbitro: MS Paulo Henrique de Melo Salmazio (CBF) |  |

| 22 de novembro 37ª rodada | Santa Cruz | 0 – 1          | Avaí           | Recife                                                                     |  |
| 17:20                     |            | Súmula Borderô | 18' Marquinhos | Estádio: Arruda Público: 7 127 Árbitro: RJ Marcelo de Lima Henrique (FIFA) |  |

| 29 de novembro 38ª rodada | Avaí           | 1 – 0                        | Vasco da Gama | Florianópolis                                                               |  |
| 16:20                     | Marquinhos 27' | Súmula (Retificação) Borderô |               | Estádio: Ressacada Público: 8 918 Árbitro: SP Flávio Rodrigues Guerra (CBF) |  |

Notas
- ^  a. O jogo aconteceria no dia 10 de maio às 16:20 horas, mas foi adiado devido as fortes chuvas que caíram na cidade de São Luís.[20][21]
- ^  b. Devido à falta de energia elétrica no entorno do Estádio da Ressacada que ocorreu às 19:50 hrs, retornando gradativamente às 21:01 hrs, as equipes iniciaram o processo de aquecimento logo em seguida e a partida começou somente às 21:35 hrs.[102]

## Amistosos
Legenda:      Vitórias —      Empates —      Derrotas
| 5 de julho | Guarani de Palhoça | 1 – 1 | Avaí               | Palhoça                                       |  |
| 20:00      | Michel 77'         | Ficha | 31' Anderson Lopes | Estádio: Estádio Renato Silveira Público: 500 |  |

## Estatísticas

### Artilharia
A artilharia da temporada:
| #  | Futebolista    | Total | Amistoso | Campeonato Catarinense | Copa do Brasil | Campeonato Brasileiro |
| -- | -------------- | ----- | -------- | ---------------------- | -------------- | --------------------- |
| 1º | Marquinhos     | 13    | 0        | 3                      | 2              | 8                     |
| 2º | Roberto        | 10    | 0        | 5                      | 1              | 4                     |
| 3º | Diego Felipe   | 9     | 0        | 0                      | 0              | 9                     |
| 4º | Anderson Lopes | 7     | 1        | 0                      | 2              | 4                     |
| 4º | Cléber Santana | 7     | 0        | 5                      | 1              | 1                     |
| 5º | Héber          | 6     | 0        | 5                      | 1              | 0                     |
| 5º | Paulo Sérgio   | 6     | 0        | 2                      | 0              | 4                     |
| 6º | Pablo          | 4     | 0        | 0                      | 0              | 4                     |
| 7º | Antonio Carlos | 3     | 0        | 1                      | 0              | 2                     |
| 7º | Betinho        | 3     | 0        | 3                      | 0              | 0                     |
| 7º | Diego Jardel   | 3     | 0        | 0                      | 1              | 2                     |
| 7º | Eduardo Costa  | 3     | 0        | 2                      | 0              | 1                     |
| 8º | Luciano        | 2     | 0        | 2                      | 0              | 0                     |
| 8º | Marrone        | 2     | 0        | 0                      | 0              | 2                     |
| 9º | Eltinho        | 1     | 0        | 0                      | 0              | 1                     |
| 9º | Revson         | 1     | 0        | 0                      | 0              | 1                     |
| 9º | Thiago Carleto | 1     | 0        | 0                      | 0              | 1                     |
| 9º | Tinga          | 1     | 0        | 1                      | 0              | 0                     |
| 9º | Willen         | 1     | 0        | 0                      | 0              | 1                     |
| 9º | Wilker         | 1     | 0        | 1                      | 0              | 0                     |

- Jogadores riscados já não integram mais o elenco do Avaí, por terem sido negociados definitivamente, por estarem emprestados ou terem voltado a integrar o elenco das categorias de base.

### Presença
Total de jogos, por jogador, na temporada:
| #   | Futebolista    | Total | Amistoso | Campeonato Catarinense | Copa do Brasil | Campeonato Brasileiro |
| --- | -------------- | ----- | -------- | ---------------------- | -------------- | --------------------- |
| 1º  | Eduardo Neto   | 53    | 0        | 16                     | 5              | 32                    |
| 2º  | Antonio Carlos | 51    | 1        | 16                     | 3              | 31                    |
| 2º  | Bocão          | 51    | 1        | 17                     | 4              | 29                    |
| 2º  | Marquinhos     | 51    | 1        | 14                     | 5              | 31                    |
| 3º  | Pablo          | 45    | 1        | 7                      | 5              | 32                    |
| 4º  | Roberto        | 41    | 1        | 8                      | 4              | 28                    |
| 5º  | Vagner         | 40    | 1        | 0                      | 4              | 35                    |
| 6º  | Cléber Santana | 39    | 1        | 17                     | 5              | 16                    |
| 7º  | Eduardo Costa  | 38    | 1        | 13                     | 4              | 20                    |
| 8º  | Diego Jardel   | 37    | 1        | 12                     | 4              | 20                    |
| 9º  | Anderson Lopes | 36    | 1        | 0                      | 3              | 32                    |
| 10º | Marrone        | 32    | 0        | 5                      | 3              | 24                    |
| 11º | Héber          | 26    | 1        | 10                     | 2              | 13                    |
| 11º | Júlio César    | 26    | 1        | 11                     | 2              | 12                    |
| 12º | Tinga          | 25    | 0        | 14                     | 3              | 8                     |
| 13º | Diego Felipe   | 24    | 1        | 0                      | 0              | 23                    |
| 14º | Bruno Maia     | 23    | 1        | 12                     | 2              | 8                     |
| 15º | Diego          | 22    | 1        | 18                     | 1              | 2                     |
| 15º | Eltinho        | 22    | 0        | 0                      | 4              | 18                    |
| 15º | Paulo Sérgio   | 22    | 1        | 5                      | 2              | 14                    |
| 16º | João Filipe    | 15    | 0        | 0                      | 0              | 15                    |
| 16º | Revson         | 15    | 0        | 4                      | 1              | 10                    |
| 17º | Willen         | 14    | 0        | 0                      | 1              | 13                    |
| 18º | Wilker         | 13    | 0        | 3                      | 1              | 9                     |
| 19º | Thiago Carleto | 11    | 1        | 0                      | 0              | 10                    |
| 20º | Zangão         | 10    | 0        | 10                     | 0              | 0                     |
| 21º | Betinho        | 9     | 0        | 9                      | 0              | 0                     |
| 22º | Abuda          | 7     | 0        | 0                      | 0              | 7                     |
| 22º | Bruno Mendes   | 7     | 0        | 0                      | 0              | 7                     |
| 23º | Braga          | 5     | 0        | 5                      | 0              | 0                     |
| 23º | Diego Viana    | 5     | 1        | 0                      | 1              | 3                     |
| 23º | Luciano        | 5     | 0        | 5                      | 0              | 0                     |
| 23º | Neris          | 5     | 1        | 0                      | 1              | 3                     |
| 24º | Pará           | 4     | 0        | 4                      | 0              | 0                     |
| 25º | Arlan          | 3     | 0        | 3                      | 0              | 0                     |
| 25º | Elivélton      | 3     | 0        | 3                      | 0              | 0                     |
| 25º | Rafinha        | 3     | 0        | 3                      | 0              | 0                     |
| 26º | Felipe Alves   | 2     | 0        | 2                      | 0              | 0                     |
| 26º | Jean           | 2     | 0        | 2                      | 0              | 0                     |
| 26º | Jean Silva     | 2     | 0        | 0                      | 0              | 2                     |
| 26º | Romulo         | 2     | 0        | 0                      | 0              | 2                     |
| 27º | Aleks          | 1     | 0        | 1                      | 0              | 0                     |
| 27º | Iury           | 1     | 0        | 1                      | 0              | 0                     |
| 27º | Luan           | 1     | 0        | 1                      | 0              | 0                     |
| 27º | Lucas Sá       | 1     | 0        | 1                      | 0              | 0                     |
| 27º | Luquinhas      | 1     | 0        | 1                      | 0              | 0                     |
| 27º | Marcão         | 1     | 0        | 1                      | 0              | 0                     |
| 27º | Paulinho       | 1     | 0        | 1                      | 0              | 0                     |
| 27º | Renato         | 1     | 0        | 1                      | 0              | 0                     |

- Jogadores riscados já não integraram mais o elenco do Avaí, por terem sido negociados definitivamente, por estarem emprestados ou terem voltado a integrar o elenco das categorias de base.

### Goleiros
| #  | Goleiro | Amistoso | Amistoso | Amistoso | Catarinense | Catarinense | Catarinense | Copa do Brasil | Copa do Brasil | Copa do Brasil | Brasileiro | Brasileiro | Brasileiro | Total | Total | Total | Total |
| #  | Goleiro | Jogos    | GS       | STG      | Jogos       | GS          | STG         | Jogos          | GS             | STG            | Jogos      | GS         | STG        | Jogos | GS    | STG   | MGT   |
| 1º | Vagner  | 0,5      | 0        | 0,5      | —           | —           | —           | 4              | 7              | 0              | 33         | 29         | 15         | 40,5  | 42    | 16,5  | 1,04  |
| 2º | Diego   | 0,5      | 1        | 0        | 18          | 23          | 6           | 1              | 1              | 0              | 2          | 5          | 0          | 20,5  | 29    | 6     | 1,41  |
| 3º | Aleks   | —        | —        | —        | 1           | 4           | 0           | 0              | 0              | 0              | 0          | 0          | 0          | 1     | 4     | 0     | 4,0   |

- Jogadores riscados já não integraram mais o elenco do Avaí ou estão em período de empréstimo

### Cartões
| #     | Futebolista    | Penalizado com cartão amarelo | Expulso | Total |
| ----- | -------------- | ----------------------------- | ------- | ----- |
| 1º    | Eduardo Neto   | 15                            | 0       | 15    |
| 2º    | Pablo          | 14                            | 0       | 14    |
| 3º    | Eduardo Costa  | 12                            | 1       | 13    |
| 4º    | Antonio Carlos | 8                             | 1       | 9     |
| 5º    | Marquinhos     | 7                             | 1       | 8     |
| 6º    | Anderson Lopes | 8                             | 0       | 8     |
| 6º    | Bocão          | 8                             | 0       | 8     |
| 7º    | Júlio César    | 6                             | 0       | 6     |
| 8º    | Bruno Maia     | 5                             | 0       | 5     |
| 8º    | Cléber Santana | 5                             | 0       | 5     |
| 8º    | Diego Jardel   | 5                             | 0       | 5     |
| 8º    | Eltinho        | 5                             | 0       | 5     |
| 8º    | Tinga          | 5                             | 0       | 5     |
| 9º    | Thiago Carleto | 3                             | 1       | 4     |
| 10º   | João Filipe    | 4                             | 0       | 4     |
| 10º   | Marrone        | 4                             | 0       | 4     |
| 10º   | Revson         | 4                             | 0       | 4     |
| 11º   | Diego Felipe   | 3                             | 0       | 3     |
| 11º   | Roberto        | 3                             | 0       | 3     |
| 11º   | Vagner         | 3                             | 0       | 3     |
| 12º   | Diego          | 2                             | 0       | 2     |
| 13º   | Arlan          | 1                             | 0       | 1     |
| 13º   | Braga          | 1                             | 0       | 1     |
| 13º   | Bruno Mendes   | 1                             | 0       | 1     |
| 13º   | Héber          | 1                             | 0       | 1     |
| 13º   | Marcão         | 1                             | 0       | 1     |
| 13º   | Pará           | 1                             | 0       | 1     |
| 13º   | Rafinha        | 1                             | 0       | 1     |
| TOTAL | TOTAL          | 136                           | 4       | 140   |

- Jogadores riscados já não integraram mais o elenco do Avaí, por terem sido negociados definitivamente, por estarem emprestados ou terem voltado a integrar o elenco das categorias de base.

### Capitães
Os capitães da temporada:
| #  | Futebolista    | (vezes) |
| -- | -------------- | ------- |
| 1º | Marquinhos     | 50      |
| 2º | Cléber Santana | 6       |
| 3º | Eduardo Costa  | 5       |
| 4º | Eduardo Neto   | 1       |
| 4º | Revson         | 1       |

- Jogadores riscados já não integraram mais o elenco do Avaí, por terem sido negociados definitivamente, por estarem emprestados ou terem voltado a integrar o elenco das categorias de base.

### Campanha
|                    | Mandante | Visitante | Total |  |
| ------------------ | -------- | --------- | ----- |  |
| Jogos              | 31       | 32        | 63    |  |
| Vitórias           | 15       | 12        | 27    |  |
| Empates            | 6        | 7         | 13    |  |
| Derrotas           | 10       | 13        | 23    |  |
|                    |          |           |       |  |
| Gols marcados      | 38       | 48        | 86    |  |
| Gols sofridos      | 30       | 44        | 74    |  |
| Saldo de gols      | +8       | +4        | +12   |  |
|                    |          |           |       |  |
| Aproveitamento (%) | 54,8%    | 44,8%     | 49,7% |  |

## Gols

### Forma dos Gols
| Gols        |             |          |       |         |            |       |
| Gols        | Finalização | Cabeceio | Falta | Pênalti | Gol contra | Total |
| ----------- | ----------- | -------- | ----- | ------- | ---------- | ----- |
| Gols Pró    | 54          | 19       | 5     | 6       | 1          | 85    |
| Gols Contra | 44          | 20       | 2     | 7       | 0          | 73    |

### Tempo dos Gols
| Gols        |                  |                   |                           |                  |                   |                           |       |
| Gols        | 0' 1°T > 15' 1°T | 16' 1°T > 30' 1°T | 31' 1°T > 45' ou mais 1°T | 0' 2°T > 15' 2°T | 16' 2°T > 30' 2°T | 31' 2°T > 45' ou mais 2°T | Total |
| ----------- | ---------------- | ----------------- | ------------------------- | ---------------- | ----------------- | ------------------------- | ----- |
| Gols Pró    | 7                | 14                | 14                        | 16               | 14                | 20                        | 85    |
| Gols Contra | 10               | 10                | 6                         | 5                | 25                | 17                        | 73    |

## Retrospecto por adversários
Último jogo: Avaí 1x0 Vasco (29/11/14)

## Público
| Competição             | Mandante | Visitante | Total   | Partidas[PUB] | Média |
| ---------------------- | -------- | --------- | ------- | ------------- | ----- |
| Campeonato Brasileiro  | 96 074   | 97 009    | 193 083 | 38            | 5 082 |
| Copa do Brasil         | 11 830   | 11 435    | 23 265  | 5             | 4 653 |
| Campeonato Catarinense | 23 677   | 26 201    | 49 878  | 19            | 2 626 |
| Amistoso               | 0        | 500       | 500     | 1             | 500   |
| Total                  | 131 581  | 135 145   | 266 726 | 63            | 4 234 |

PUB. ^ Partidas com o público pagante divulgados pelos respectivos organizadores.

### Maiores públicos

#### Geral
| Nº | Público | Competição             | Fase       | Data            | Mandante       | Placar | Visitante |
| -- | ------- | ---------------------- | ---------- | --------------- | -------------- | ------ | --------- |
| 1  | 20 383  | Campeonato Brasileiro  | 4ª rodada  | 7 de junho      | Sampaio Corrêa | 1 – 1  | Avaí      |
| 2  | 11 011  | Campeonato Catarinense | 6ª rodada  | 16 de fevereiro | Figueirense    | 1 – 2  | Avaí      |
| 3  | 10 918  | Campeonato Brasileiro  | 24ª rodada | 19 de setembro  | Ceará          | 2 – 2  | Avaí      |
| 4  | 10 392  | Campeonato Brasileiro  | 13ª rodada | 26 de julho     | Joinville      | 0 – 1  | Avaí      |
| 5  | 10 144  | Campeonato Brasileiro  | 31ª rodada | 21 de outubro   | Ponte Preta    | 3 – 1  | Avaí      |

#### Mandante
| Nº | Público | Competição            | Fase       | Data           | Mandante | Placar | Visitante     |
| -- | ------- | --------------------- | ---------- | -------------- | -------- | ------ | ------------- |
| 1  | 8 966   | Campeonato Brasileiro | 32ª rodada | 24 de outubro  | Avaí     | 0 – 3  | Joinville     |
| 2  | 8 918   | Campeonato Brasileiro | 38ª rodada | 29 de novembro | Avaí     | 1 – 0  | Vasco da Gama |
| 3  | 8 551   | Campeonato Brasileiro | 27ª rodada | 4 de outubro   | Avaí     | 0 – 2  | Náutico       |
| 4  | 8 202   | Copa do Brasil        | 3ª - ida   | 23 de julho    | Avaí     | 0 – 2  | Palmeiras     |
| 5  | 6 832   | Campeonato Brasileiro | 18ª rodada | 23 de agosto   | Avaí     | 0 – 0  | Santa Cruz    |

#### Visitante
| Nº | Público | Competição             | Fase       | Data            | Mandante       | Placar | Visitante |
| -- | ------- | ---------------------- | ---------- | --------------- | -------------- | ------ | --------- |
| 1  | 20 383  | Campeonato Brasileiro  | 4ª rodada  | 7 de junho      | Sampaio Corrêa | 1 – 1  | Avaí      |
| 2  | 11 011  | Campeonato Catarinense | 6ª rodada  | 16 de fevereiro | Figueirense    | 1 – 2  | Avaí      |
| 3  | 10 918  | Campeonato Brasileiro  | 24ª rodada | 19 de setembro  | Ceará          | 2 – 2  | Avaí      |
| 4  | 10 392  | Campeonato Brasileiro  | 13ª rodada | 26 de julho     | Joinville      | 0 – 1  | Avaí      |
| 5  | 10 144  | Campeonato Brasileiro  | 31ª rodada | 21 de outubro   | Ponte Preta    | 3 – 1  | Avaí      |

### Menores públicos

#### Geral
| Nº | Público | Competição             | Fase            | Data        | Mandante            | Placar | Visitante |
| -- | ------- | ---------------------- | --------------- | ----------- | ------------------- | ------ | --------- |
| 1  | 248     | Campeonato Brasileiro  | 7ª rodada       | 23 de maio  | Boa Esporte         | 2 – 0  | Avaí      |
| 2  | 349     | Campeonato Catarinense | 6ª rodada (2ªF) | 23 de março | Atlético de Ibirama | 0 – 4  | Avaí      |
| 3  | 357     | Campeonato Brasileiro  | 15ª rodada      | 9 de agosto | Oeste               | 0 – 0  | Avaí      |
| 4  | 376     | Campeonato Catarinense | 8ª rodada       | 30 de março | Juventus de Jaraguá | 0 – 2  | Avaí      |
| 5  | 500     | Amistoso               | —               | 5 de julho  | Guarani de Palhoça  | 1 – 1  | Avaí      |

#### Mandante
| Nº | Público | Competição             | Fase            | Data            | Mandante | Placar | Visitante           |
| -- | ------- | ---------------------- | --------------- | --------------- | -------- | ------ | ------------------- |
| 1  | 1 561   | Campeonato Catarinense | 3ª rodada (2ªF) | 12 de março     | Avaí     | 3 – 0  | Juventus de Jaraguá |
| 2  | 1 686   | Campeonato Catarinense | 1ª rodada (2ªF) | 6 de março      | Avaí     | 0 – 2  | Chapecoense         |
| 3  | 1 758   | Campeonato Brasileiro  | 16ª rodada      | 12 de agosto    | Avaí     | 2 – 0  | América Mineiro     |
| 4  | 1 978   | Campeonato Catarinense | 5ª rodada (2ªF) | 19 de março     | Avaí     | 2 – 0  | Atlético de Ibirama |
| 5  | 2 042   | Campeonato Catarinense | 7ª rodada       | 13 de fevereiro | Avaí     | 0 – 2  | Brusque             |

#### Visitante
| Nº | Público | Competição             | Fase            | Data        | Mandante            | Placar | Visitante |
| -- | ------- | ---------------------- | --------------- | ----------- | ------------------- | ------ | --------- |
| 1  | 248     | Campeonato Brasileiro  | 7ª rodada       | 23 de maio  | Boa Esporte         | 2 – 0  | Avaí      |
| 2  | 349     | Campeonato Catarinense | 6ª rodada (2ªF) | 23 de março | Atlético de Ibirama | 0 – 4  | Avaí      |
| 3  | 357     | Campeonato Brasileiro  | 15ª rodada      | 9 de agosto | Oeste               | 0 – 0  | Avaí      |
| 4  | 376     | Campeonato Catarinense | 8ª rodada       | 30 de março | Juventus de Jaraguá | 0 – 2  | Avaí      |
| 5  | 500     | Amistoso               | —               | 5 de julho  | Guarani de Palhoça  | 1 – 1  | Avaí      |

## Ranking CBF
Posição no ranking da Confederação Brasileira de Futebol (CBF):
| Mês       | Posição | Pontos | Ref.    |
| --------- | ------- | ------ | ------- |
| Janeiro   | 23      | 7 136  | [ 103 ] |
| Fevereiro | 23      | 7 136  | [ 103 ] |
| Março     | 23      | 7 136  | [ 103 ] |
| Abril     | 23      | 7 136  | [ 103 ] |
| Maio      | 23      | 7 136  | [ 103 ] |
| Junho     | 23      | 7 136  | [ 103 ] |
| Julho     | 23      | 7 136  | [ 103 ] |
| Agosto    | 23      | 7 136  | [ 103 ] |
| Setembro  | 23      | 7 136  | [ 103 ] |
| Outubro   | 23      | 7 136  | [ 103 ] |
| Novembro  | 23      | 7 136  | [ 103 ] |
| Dezembro  | 27      | 6 364  | [ 104 ] |

## Categorias de base

### Copa São Paulo
Fase de grupos - Grupo O (Louveira)
Na  primeira fase os clubes jogaram entre si, dentro do grupo em turno único, classificando-se para a segunda fase o clube que obteve o maior número de pontos ganhos nos respectivos grupos e os seis clubes melhores segundos colocados, independente do grupo a que pertenciam. O Avaí não se classificou para a segunda fase, terminando como segundo colocado do grupo, após duas vitórias e uma derrota.
| Time            | Pts | J | V | E | D | GP | GS | SG |
| --------------- | --- | - | - | - | - | -- | -- | -- |
| Goiânia         | 7   | 3 | 2 | 1 | 0 | 10 | 7  | +3 |
| Avaí            | 6   | 3 | 2 | 0 | 1 | 7  | 5  | +2 |
| Red Bull Brasil | 4   | 3 | 1 | 1 | 1 | 6  | 7  | -1 |
| Mogi Mirim      | 0   | 3 | 0 | 0 | 3 | 4  | 8  | -4 |

| 5 de janeiro 1ª rodada | Avaí                      | 2 – 1     | Mogi Mirim      | Louveira                                                         |  |
| 16:00                  | Luquinhas 41' · Braga 57' | Relatório | 71' (pen.) Piva | Estádio: José Silveira Nunes Árbitro: SP Dermival Benedito Gomes |  |

| 8 de janeiro 2ª rodada | Goiânia                                     | 2 – 1     | Avaí       | Louveira                                                        |  |
| 16:00                  | Marcio Júnior 52' (pen.) · Lucas Freire 67' | Relatório | 29' Zangão | Estádio: José Silveira Nunes Árbitro: SP Marcos Cesar Philomeno |  |

| 11 de janeiro 3ª rodada | Red Bull Brasil                     | 2 – 4     | Avaí                               | Louveira                                                         |  |
| 16:00                   | Bruno 21' · Lucas Michel 78' (pen.) | Relatório | 12', 63', 85' Yuri · 82' Luquinhas | Estádio: José Silveira Nunes Árbitro: SP Carlos Fernando Moreira |  |

### Copa do Brasil Sub-20
| 24 de setembro Jogo de ida | Avaí           | 2 – 2          | Grêmio                           | Florianópolis                                                                  |  |
| 19:30                      | Rômulo 4', 45' | Súmula Borderô | 36' Matheus Mancini · 69' Arthur | Estádio: Estádio da Ressacada Público: 100 Árbitro: SC Jefferson Schmidt (CBF) |  |

| 1 de outubro Jogo de volta | Grêmio                                               | 3 – 0          | Avaí | Porto Alegre                                                                         |  |
| 19:00                      | Lucas Costa 51' · Canavarros 56' · Lucas Gabriel 67' | Súmula Borderô |      | Estádio: Arena do Grêmio Público: 170 Árbitro: RS Márcio Cristiano Brum Coruja (CBF) |  |

## Futebol Feminino

### Campeonato Brasileiro
O Campeonato Brasileiro de Futebol Feminino de 2014 é a 2ª edição desta competição, que é organizada pela CBF e será disputada entre os dias de 10 de setembro e 22 de novembro.
Inicialmente os clubes participantes são divididos em quatro grupos de 5 clubes cada, totalizando 4 partidas na fase de classificação. Os dois melhores de cada grupo avançam para a segunda fase, onde terá dois grupos de 4 clubes cada. Os dois melhores de cada grupo da segunda fase se classificam para a semifinal e depois final.
Primeira fase - Grupo 1
Jogos
Legenda:      Vitórias —      Empates —      Derrotas
| 11 de setembro 1ª rodada | Centro Olímpico                                         | 5 – 0  | Avaí | São Paulo                                                                        |  |
| 15:30                    | Tipa 16' · Luana 20' · Gabriela 63', 90+1' · Ketlen 81' | Súmula |      | Estádio: Rodolfo Crespi Público: 0 Árbitro: SP Katiucia da Mota Lima (asp. FIFA) |  |

| 17 de setembro 2ª rodada | Avaí | 0 – 8          | Botafogo                                                                            | Florianópolis                                                                 |  |
| 15:30                    |      | Súmula Borderô | 1' Andreia · 44', 58' Daniele · 51' Larissa · 61', 86' Ju · 75' Roberta · 79' Diany | Estádio: Ressacada Público: 100 Árbitro: SC Edmundo Alves do Nascimento (CBF) |  |

| 25 de setembro 3ª rodada | Chapecoense                                                                | 8 – 0          | Avaí | Chapecó                                                                   |  |
| 19:00                    | Vanessa 22', 52', 65', 77' · Bruninha 42' · Duda 56' · Tati 76' · Suzi 85' | Súmula Borderô |      | Estádio: Arena Condá Público: 287 Árbitro: SC Ronan Marques da Rosa (CBF) |  |

| 1 de outubro 4ª rodada | Avaí         | 1 – 4          | Portuguesa                                    | Florianópolis                                                              |  |
| 15:30                  | Thatiane 25' | Súmula Borderô | 39' Karol Lins · 50', 66' Juju · 84' Giovanna | Estádio: Ressacada Público: 56 Árbitro: SC Rodrigo D'Alonso Ferreira (CBF) |  |

## Títulos Conquistados em 2014

### Categorias de Base
Sub-20
- Campeonato Catarinense Júnior[109]

Sub-17
- Campeonato Catarinense Juvenil[110]
- Imbituba Cup[111]

Sub-15
- Copa Integração[112]

Sub-13
- Taça Saudades[113]

### Outros Títulos
Futebol 7
- I Copa AABB[114]

Beach Soccer
- Desafio Cidade de Florianópolis[115]

Futsal
- Copa Brasileira Sub-10[116]
- Liga Metropolitana de Futsal Sub-11[117][116]
- Liga Metropolitana de Futsal Sub-13[116]